# The Resurrection of the Christ
The Resurrection of the Christ је предстојећи амерички епски библијски драмски филм, чији је косценариста, продуцент и редитељ Мел Гибсон, и представља директан наставак филма Страдање Христово из 2004. године. Џим Кавизел, Моника Белучи и Маја Моргенштерн понављају своје улоге из првог филма.

## Улоге
- Џим Кавизел као Исус из Назарета
- Моника Белучи као Марија Магдалена
- Маја Моргенштерн као Марија, мајка Исуса

## Продукција
У јуну 2016. године, сценариста Рендал Волас је изјавио да су он и Мел Гибсон започели рад на наставку филма Страдање Христово (2004), који ће се фокусирати на Христово васкрсење и догађаје који га окружују. Године 2018, Џим Кавизел је рекао да му је Гибсон послао трећу верзију сценарија, најављујући да ће поново играти улогу Исуса Христа. Године 2020, Кавизел је открио да ће филм носити наслов The Passion of the Christ: Resurrection и предвидео да ће бити „највећи филм у историји“.
У јулу 2023. године, Гибсон је изјавио да ће наставак „ускоро стићи“ и да ради на две верзије сценарија, рекавши: „Један је веома структуриран и снажан сценарио, онакав какав би се очекивао, а други је као кисеони трип“. У септембру 2024. године, док је промовисао филм Monster Summer (2024), Гибсон је одговорио на забринутости о томе како ће убедљиво приказати да су унутар филмског света прошла три дана, с обзиром на то да је Кавизел остарио од 2004. године. Навео је да има начине да реши тај специфичан проблем. Кофи Аутлоу са ComicBook.com спекулисао је да ли ће Гибсон користити технологију подмлађивања како би решио овај изазов, те нагласио да би, поред Кавизела, и други глумци, попут Маје Моргенштерн као Марије и Монике Белучи као Марије Магдалене, можда такође морали да буду подмлађени или рекастовани. Ово је посебно важно за улогу апостола Јована, јер је глумац Христо Живков преминуо 2023. године. У јануару 2025. године, Гибсон је открио да ће филм носити назив The Resurrection of the Christ.

## Снимање
Главно снимање заказано је за август 2025. године. Филм ће у потпуности бити сниман у студију Чинечита у Риму. Претходно је било најављено да ће снимање почети почетком 2025. године.